# Ptychatractus ligatus
Ptychatractus ligatus is een slakkensoort uit de familie van de Ptychatractidae. De wetenschappelijke naam van de soort is voor het eerst geldig gepubliceerd in 1842 door Mighels & C.B. Adams.